# گهنت کانگری
گهنت کانگری (انگلیسی: Ghent Kangri) قله‌ای بلند در نزدیکی انتهای شمالی کوه‌های سالتورو است که زیررشته‌ای از رشته‌کوه قراقروم به‌شمار می‌رود. این کوه در غرب یخچال سیاچن در منطقه تحت کنترل پاکستان و بسیار نزدیک به خط مرزی هند قرار دارد.
گهنت کانگری نخستین‌بار در ۴ ژوئن ۱۹۶۱ توسط کوهنوردان اتریشی صعود شد.